# Liste der Bischöfe von Königgrätz

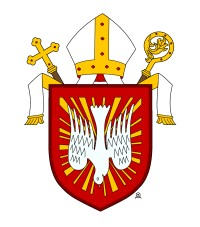
Wappen des Bistums Königgrätz (Hradec Králové)

## Bischöfe
Die folgenden Personen waren bzw. sind Bischöfe des Bistums Königgrätz (Hradec Králové) (Tschechien):
| Nr. | Bischof                                      | von  | bis  | Beschreibung | Darstellung | Wappen |
| --- | -------------------------------------------- | ---- | ---- | --- | ----------- | ------ |
| 1   | Matthäus Ferdinand Sobek von Bilenberg, OSB  | 1664 | 1669 | * 19. September 1618 in Rajhrad, 1638 Profeß, am 10. November 1664 zum Bischof von Königgrätz ernannt, konsekriert am 15. März 1665, am 10. Juni 1668 zum Erzbischof von Prag gewählt, am 11. März 1669 von Papst Clemens IX. bestätigt, am 4. Mai 1669 inthronisiert, † 29. April 1675 |             |        |
| 2   | Johann Friedrich von Waldstein               | 1673 | 1675 | * 18. August 1642 in Wien, 1665 in Olmütz am 16. Juni 1668 zum Bischof von Königgrätz ernannt, am 27. November 1673 von Papst Clemens X. bestätigt, konsekr. am 4. März 1675, am 6. Mai 1675 zum Erzbischof von Prag gewählt, am 2. Dezember 1675 vom Papst bestätigt, inthron. am 14. März 1676, † 3. Juni 1694 |             |        |
| 3   | Johann Franz Christoph von Thalenberg        | 1676 | 1698 | * 31. Dezember 1644 in Rattay, am 16. Juni 1669 in Prag zum Priester geweiht, am 15. Juni 1676 zum Bischof von Königgrätz gewählt, am 19. Oktober 1676 von Papst Innozenz XII. bestätigt, konsekr. am 3. Januar 1677, † 3. April 1698 |             |        |
| 4   | Gottfried Kapaun von Swoykow                 | 1699 | 1701 | * 16. Februar 1636 in Königgrätz, am 30. März 1659 in Prag zum Priester geweiht, am 23. September 1698 zum Bischof von Königgrätz gewählt, am 18. Mai 1699 von Papst Innozenz XII. bestätigt, konsekr. 28. Juni 1699, † 18. September 1701 |             |        |
| 5   | Tobias Johannes Becker                       | 1702 | 1710 | * 15. Juli 1649 in Grulich, am 18. März 1673 in Prag zum Priester geweiht, am 24. November 1701 zum Bischof von Königgrätz gewählt, am 3. April von Papst Clemens XI. bestätigt, konsekr. am 14. Mai 1702, † 11. September 1710 |             |        |
| 6   | Johann Adam Wratislaw von Mitrowitz          | 1711 | 1721 | * 20. Mai 1677 in Chotoviny, am 15. April 1702 in Prag zum Priester geweiht, am 12. November 1710 zum Bischof von Königgrätz gewählt, am 12. Mai 1711 von Papst Clemens XI. bestätigt, konsekr. am 14. Juni 1711, am 9. Januar 1721 zum Bischof von Leitmeritz gewählt, am 24. September 1721 von Papst Innozenz XIII. bestätigt installiert am 3. Mai 1722, † 2. Juni 1733                                                                                             |             |        |
| 7   | Wenzel Franz Karl Košinský von Košín         | 1721 | 1731 | * 6. Februar 1673 in Brünn, am 17. August 1695 in Olmütz zum Priester geweiht, am 9. Januar 1721 zum Bischof von Königgrätz gewählt, am 1. Dezember 1721 von Papst Innozenz XIII. bestätigt, konsekr. am 8. Februar 1722, † 26. März 1731 |             |        |
| 8   | Moritz Adolf Karl von Sachsen-Zeitz-Neustadt | 1732 | 1733 | * 1. Dezember 1702 in Zeitz, am 22. März 1716 konvertiert, 1725 Priester im Apostolischen Vikariat der Norddeutschen Mission, Deutschland, am 8. Februar 1730 zum Titularbischof von Pharsalus ernannt, konsekr. am 27. August 1730, am 8. Oktober 1731 zum Bischof von Königgrätz gewählt, am 3. März 1732 von Papst Clemens XII. bestätigt, am 4. Juli 1733 Bischof von Leitmeritz, am 1. Oktober 1733 bestätigt und installiert am 7. Dezember 1733, † 20. Juni 1759 |             |        |
| 9   | Johann Joseph Wratislaw von Mitrowitz        | 1733 | 1753 | * 6. Februar 1694 in Deštná, am 27. September 1719 in Prag zum Priester geweiht, am 6. Juli 1733 zum Bischof von Königgrätz gewählt, am 18. Dezember 1733 von Papst Clemens XII. bestätigt, konsekr. am 6. Juni 1734, † 11. September 1753 |             |        |
| 10  | Anton Peter Graf Příchovský von Přichowitz   | 1754 | 1763 | * 28. August 1707 in Svojšín, am 29. April 1731 in Prag zum Priester geweiht, am 25. September 1752 zum Koadjutorbischof von Prag ernannt, am 29. September 1753 zum Bischof von Königgrätz ernannt, konsekr. am 19. November 1753, am 14. Januar 1754 in Königgrätz inthronisiert, am 26. Oktober 1763 Erzbischof von Prag und am 13. Mai 1764 installiert, am 26. Oktober 1763 als Bischof von Königgrätz resigniert, † 14. April 1793                                |             |        |
| 11  | Hermann Hannibal von Blümegen                | 1764 | 1774 | * 1. Juni 1716 in Wien, am 23. September 1752 zum Priester in Olmütz geweiht, am 5. November 1763 zum Bischof von Königgrätz ernannt, am 9. April 1764 von Papst Clemens XIII. bestätigt, konsekr. 27. Mai 1764, † 17. Oktober 1774 |             |        |
| 12  | Johann Andreas Kayser von Kaysern            | 1775 | 1776 | * 29. November 1716 in Wegstädtl, am 19. Dezember 1739 in Prag zum Priester geweiht, am 3. März 1760 zum Weihbischof in Prag ernannt und Titularbischof von Themisonium, konsekr. am 13. April 1760, am 14. Mai 1775 zum Bischof von Königgrätz gewählt, am 17. Juli 1775 von Papst Pius VI. bestätigt, am 15. Oktober 1775 installiert, † 5. Mai 1776 |             |        |
| 13  | Joseph Adam von Arco                         | 1776 | 1780 | * 27. Januar 1739 in Salzburg, am 7. Dezember 1755 in Salzburg zum Priester geweiht, am 9. April 1764 zum Weihbischof in Passau und Titularbischof von Hippos ernannt, konsekr. 1. Mai 1764, am 15. Juli 1776 zum Bischof von Königgrätz gewählt, am 25. August 1776 installiert, am 1. Januar 1780 Bischof von Seckau, Installation 6. April 1780. von Papst Pius VI. 1783 den Titel Erzbischof verliehen, † 3. Juni 1802                                              |             |        |
| 14  | Johann Leopold von Hay                       | 1780 | 1794 | * 22. April 1735 in Fulnek, am 23. September 1758 in Olmütz zum Priester geweiht, am 29. Juli 1780 zum Bischof von Königgrätz ernannt, konsekr. am 11. Mai 1781, † 1. Juni 1794 |             |        |
| 15  | Maria Thaddäus von Trautmannsdorff           | 1795 | 1815 | * 28. Mai 1761 in Graz, am 20. Dezember 1783 in Olmütz zum Priester geweiht, am 30. August 1794 zum Bischof von Königgrätz gewählt, am 1. Juli 1795 von Papst Pius VI. bestätigt, konsekr. 8. September 1795, am 26. November 1811 Erzbischof von Olmütz, am 23. September 1816 zum Kardinal kreiert, † 20. Januar 1819 |             |        |
| 16  | Alois Josef Krakovský von Kolowrat           | 1815 | 1831 | * 21. Januar 1759 in Prag, am 21. Januar 1781 zum Priester geweiht, am 22. Dezember 1800 zum Titularbischof von Sarepta und Weihbischof in Olmütz ernannt, konsekr. 1. März 1801, am 15. März 1815 Bischof von Königgrätz, am 28. Februar Erzbischof von Prag, † 28. März 1833 |             |        |
| 17  | Karl Borromäus Hanl von Kirchtreu            | 1831 | 1874 | * 17. Oktober 1782 in Körbitz (Krbice), am 8. September 1805 zum Priester geweiht, am 24. Februar 1832 zum Bischof von Königgrätz ernannt, geweiht 10. Juni 1832, † 7. Oktober 1874 |             |        |
| 18  | Josef Jan Hais                               | 1875 | 1892 | * 9. Februar 1829 in Budětice, am 2. November 1851 in Budweis zum Priester geweiht, am 5. Juli 1875 zum Bischof von Königgrätz ernannt, konsekr. 25. Juli 1875, † 27. Oktober 1892 |             |        |
| 19  | Eduard Jan Nepomuk Brynych                   | 1892 | 1902 | * 4. Mai 1846 in Vlásenice bei Pelhřimov, am 4. November 1868 zum Priester geweiht, am 19. Januar 1893 zum Bischof von Königgrätz ernannt, konsekr. 23. März 1893, † 20. November 1902 |             |        |
| 20  | Josef Doubrava                               | 1903 | 1921 | * 29. Februar 1852 in Mníšek pod Brdy, am 16. Juli 1878 zum Priester geweiht, am 22. Juni 1903 zum Bischof von Königgrätz ernannt, konsekr. am 29. Juni 1903, † 22. Februar 1921 |             |        |
| 21  | Karel Boromejský Kašpar                      | 1921 | 1931 | * 16. Mai 1870 in Mirošov u Rokycan, am 25. Februar 1893 in Prag zum Priester geweiht, am 8. März 1920 zum Titularbischof von Bethsaida und zum Weihbischof in Königgrätz ernannt, konsekr. am 11. April 1920, am 13. Juni 1921, Bischof von Königgrätz, am 22. Oktober 1931 Erzbischof von Prag, inthron. am 14. November 1931, zum Kardinal kreiert am 16. Dezember 1935, † 21. April 1941                                                                            |             |        |
| 22  | Mořic Pícha                                  | 1931 | 1956 | * 18. April 1869 in Šebetov, am 25. Februar 1893 zum Priester geweiht, am 22. Oktober 1931 zum Bischof von Königgrätz ernannt, konsekr. am 22. November 1931, † 12. November 1956 |             |        |
|     | Sedisvakanz                                  | 1956 | 1990 | |             |        |
|     | Václav Javůrek                               | 1956 | 1969 | staatlich eingesetzter Kapitularvikar |             |        |
|     | Karel Jonáš                                  | 1969 | 1989 | staatlich eingesetzter Kapitularvikar |             |        |
| 23  | Karel Otčenášek                              | 1989 | 1998 | * 13. April 1920 in České Meziřičí, am 17. März 1945 zum Priester geweiht, am 30. März 1950 zum Titularbischof von Chersonesus in Creta und Apostolischer Administrator von Königgrätz ernannt, konsekr. 30. April 1950, am 21. Dezember 1989 Bischof von Königgrätz, von Papst Johannes Paul II. am 24. September 1998 den persönlichen Titel Erzbischof verliehen, emeritiert 26. September 1998, † 23. Mai 2011 als dienstältester Bischof der Welt.                 |             |        |
| 24  | Dominik Duka, OP                             | 1998 | 2010 | * 26. April 1943 in Hradec Králové, am 22. Juni 1970 zum Ordenspriester geweiht, am 6. Juni 1998 zum Bischof von Königgrätz ernannt, Bischofsweihe 26. September 1998, am 6. November 2004 Apostolischer Administrator von Leitmeritz, am 4. Oktober 2008 resigniert; seit 13. Februar 2010 Erzbischof von Prag |             |        |
| 25  | Jan Vokál                                    | 2011 |      | * 25. September 1958 in Hlinsko, am 28. Mai 1989 zum Priester geweiht, am 3. März 2011 zum Bischof von Königgrätz ernannt, Bischofsweihe am 7. Mai 2011 und am 14. Mai 2011 im Bistum eingeführt. |             |        |

## Weihbischöfe
Die folgenden Personen sind/waren Weihbischöfe des Bistums Königgrätz (Hradec Králové) (Tschechien):
| Nr. | Bischof      | von  | bis  | Beschreibung | Darstellung | Wappen |
| --- | ------------ | ---- | ---- | --- | ----------- | ------ |
| 01  | Josef Kajnek | 1992 | 2023 | * 18. April 1949 in Kutná Hora, am 26. Juni 1976 zum Priester geweiht, am 4. November 1992 zum Titularbischof von Aquae in Dacia und Weihbischof in Hradec Králové ernannt, Bischofsweihe am 12. Dezember 1992, emeritiert am 12. Dezember 2023 |             |        |